# Groppo di Gorro
Groppo di Gorro este o arie protejată (arie specială de conservare — SAC, sit de importanță comunitară — SCI) din Italia întinsă pe o suprafață de 188 ha, integral pe uscat.

## Localizare
Centrul sitului Groppo di Gorro este situat la coordonatele 44°31′54″N 9°53′18″E / 44.531667°N 9.888333°E.

## Înființare
Situl Groppo di Gorro a fost declarat sit de importanță comunitară în iunie 1995 pentru a proteja 18 specii de animale. Situl a fost protejat și ca arie specială de conservare în martie 2019.

## Biodiversitate
Situată în ecoregiunea continentală, aria protejată conține 9 habitate naturale: Pajiști uscate europene, Formațiuni de Juniperus communis pe lande sau pajiști calcaroase, Pajiști umede mediteraneene cu ierburi înalte de Molinio-Holoschoenion, Roci stâncoase cu vegetație pionieră de Sedo-Scleranthion sau Sedo albi-Veronicion dillenii, Grohotișuri termofile și vest-mediteraneene, Pajiști calaminariene cu Violetalia calaminariae, Pajiști uscate seminaturale și facies de acoperire cu tufișuri pe substraturi calcaroase (Festuco-Brometalia) (* situri importante pentru orhidee), Fânețe de joasă altitudine (Alopecurus pratensis, Sanguisorba officinalis), Pante stâncoase silicioase cu vegetație casmofită.
La baza desemnării sitului se află mai multe specii protejate de  păsări (18): uliu păsărar (Accipiter nisus), Alectoris rufa, fâsă-de-câmp (Anthus campestris), acvilă de munte (Aquila chrysaetos), cucuvea (Athene noctua), șorecarul comun (Buteo buteo), caprimulg (Caprimulgus europaeus), șerpar (Circaetus gallicus), presură de munte (Emberiza cia), șoim călător (Falco peregrinus), șoimul rândunelelor (Falco subbuteo), vânturel roșu (Falco tinnunculus), sfrâncioc roșiatic (Lanius collurio), ciocârlie de pădure (Lullula arborea), mierlă de piatră (Monticola saxatilis), pietrar sur (Oenanthe oenanthe), viespar (Pernis apivorus), Ptyonoprogne rupestris
Pe lângă speciile protejate, pe teritoriul sitului au mai fost identificate 24 de specii de plante.